# جوزپه بیاوا
جوزپه بیاوا (انگلیسی: Giuseppe Biava؛ زادهٔ ۸ مهٔ ۱۹۷۷) بازیکن فوتبال اهل ایتالیا است.
از باشگاه‌هایی که در آن بازی کرده‌است می‌توان به باشگاه فوتبال جنوآ، باشگاه ورزشی لاتزیو، باشگاه فوتبال پالرمو، و باشگاه فوتبال آتالانتا اشاره کرد.